# 桜色の旅立ち
「桜色の旅立ち」（さくらいろのたびだち）は、2020年6月24日に発売したEUPHORIAの3rdシングル。

## 概要
「桜色の旅立ち」は、作詞・作曲：伊秩弘将氏による 桜・卒業ソング。
元々4月8日に発売予定していたのが新型コロナウイルスの影響により二度の発売延期を経て6月24日に発売するに至った。
メンバーは、詩織叶逢、翔咲心、碧井湊都、海憧乙綺。

## 収録曲
テイチクレコード公式サイト内の紹介ページによる。

### 初回限定盤A
CD
1. 桜色の旅立ち
  - 作詞・作曲：伊秩弘将
  - 編曲：佐久間誠
2. Be with your heart
  - 作詞：伊秩弘将
  - 作曲・編曲：佐久間誠

DVD
- 「桜色の旅立ち」Music Video

### 初回限定盤B
CD
1. 桜色の旅立ち
2. Be with your heart

DVD
- 「桜色の旅立ち」Making of Music Video

### 通常盤
CD
1. 桜色の旅立ち
2. Be with your heart
3. Tell me why, Tell a lie
  - 作詞：ans.
  - 作曲：林田健司
  - 編曲：佐久間誠
4. 桜色の旅立ち（Instrumental）
5. Be with your heart（Instrumental）
6. Tell me why, Tell a lie（Instrumental）